# Wimpole Hall

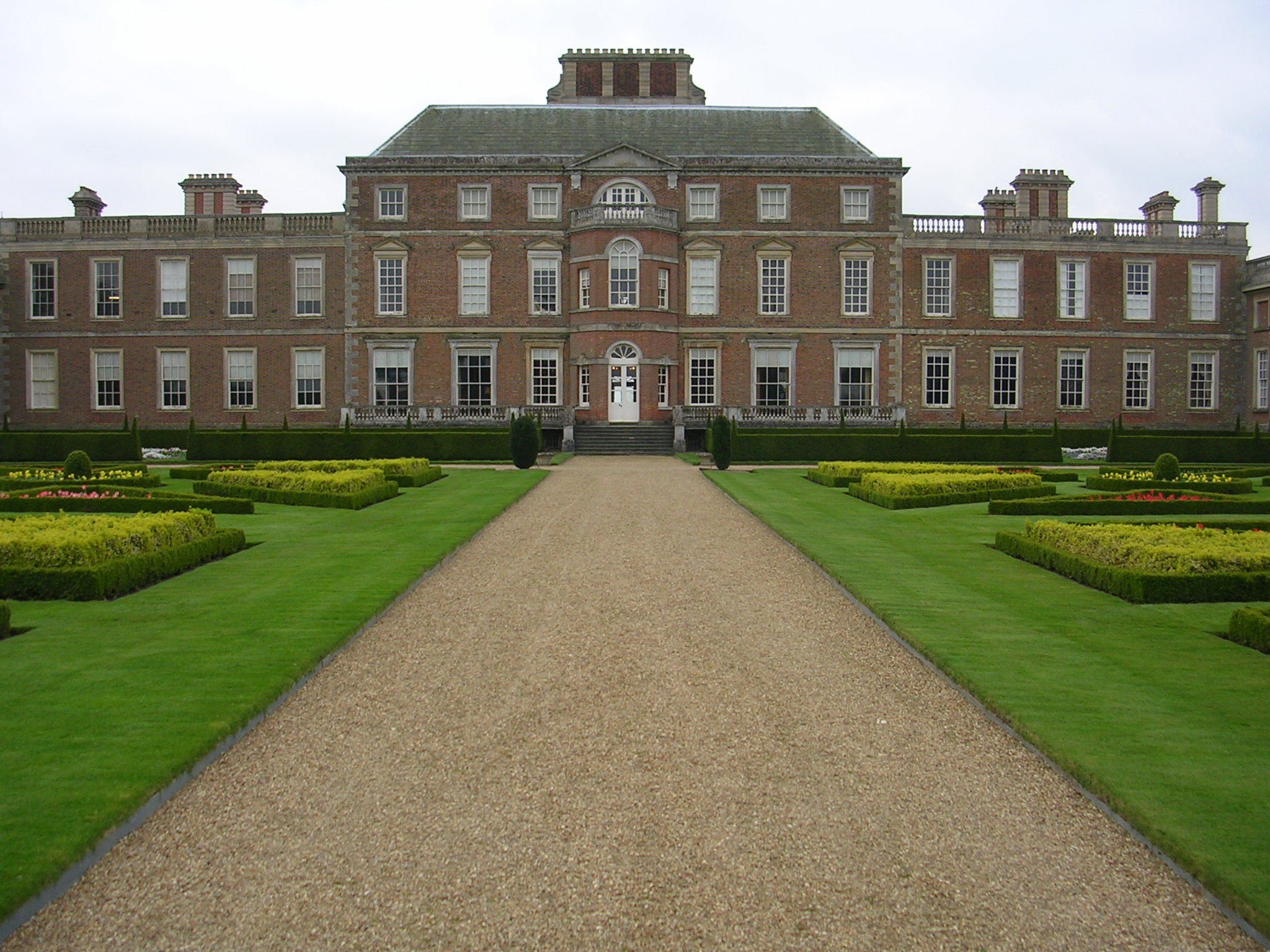
Wimpole Hall

Wimpole Hall, beläget ca 14 km sydväst om Cambridge i England,  är en av de största egendomarna i grevskapet Cambridgeshire.
Slottet byggdes 1643, men kom senare att byggas om och byggas ut av senare ägare, bland dem earlerna av Hardwicke, som innehade Wimpole Hall från 1740 till 1895. Man anlitade ofta de bästa arkitekterna för sin tid, till exempel James Gibbs, Henry Flitcroft och sir John Soane.
Egendomen var privat fram till 1976, då den sista ägaren, mrs Elsie Bambridge avled. Hon hade testamenterat allt till the National Trust, som sedan dess förvaltar slottet. Det är omgivet av ca 12 km² park- och jordbruksmark.